# Crows Nest
Crows Nest és una població dels Estats Units a l'estat d'Indiana. Segons el cens del 2000 tenia 96 habitants.

## Demografia
Segons el cens del 2000, Crows Nest comptava amb 96 habitants, 39 habitatges i 31 famílies. La densitat de població era de 82,4 habitants per km².
Dels 39 habitatges, en un 28,2 % hi vivien nens de menys de 18 anys, en un 71,8 % hi vivien parelles casades, en un 2,6 % dones solteres, i en un 20,5 % no eren unitats familiars. En el 17,9 % dels habitatges hi vivien persones soles el 12,8 % de les quals corresponia a persones de 65 anys o més que vivien soles. El nombre mitjà de persones vivint en cada habitatge era de 2,46 i el nombre mitjà de persones que vivien en cada família era de 2,77.
Per edats, la població es repartia de la següent manera: un 19,8 % tenia menys de 18 anys, un 6,3 % entre 18 i 24, un 11,5 % entre 25 i 44, un 41,7 % de 45 a 60 i un 20,8 % 65 anys o més.
L'edat mediana era de 52 anys. Per cada 100 dones de 18 o més anys hi havia 87,8 homes.
La renda mediana per habitatge era de 154.780 $ i la renda mediana per família de 153.320 $. Els homes tenien una renda mediana de 100.000 $ mentre que les dones 68.750 $. La renda per capita de la població era de 100.565 $. Cap de les famílies estaven per davall del llindar de pobresa.

## Poblacions més properes
El següent diagrama mostra les poblacions més properes.